# Tasmanogobius lordi
Tasmanogobius lordi är en fiskart som beskrevs av Scott, 1935. Tasmanogobius lordi ingår i släktet Tasmanogobius och familjen smörbultsfiskar. Inga underarter finns listade i Catalogue of Life.